# سن خوانیتو (متا)
سن خوانیتو (انگلیسی: San Juanito, Meta) یک منطقهٔ مسکونی در کلمبیا است.